# 法氏美鯰
法氏美鯰（學名：Callichthys fabricioi）為輻鰭魚綱鯰形目美鯰科的其中一種，為熱帶淡水魚，分布於南美洲哥倫比亞Cauca河流域，體長可達12.5公分，棲息在底層水域，生活習性不明。